# Vuk - Den lille ræveunge
Vuk – Den lille ræveunge (Vuk) er en ungarsk tegnefilm af Attila Dargay fra 1981. Den er baseret på børnebogen Vuk, fra 1965, af István Fekete. Ligesom bogen, handler tegnefilmen om ræveungen Vuk der bor i skoven. Filmen har været udgivet på video i Danmark. Filmen er meget tæt på Disneys populære 1981 film Mads og Mikkel, og begge film blev lavet samme år.

## Handling
Vuk er en lille ræveunge der mister sin familie da en led jæger skyder begge hans forældre og alle hans søskende. Vuk finder dog en gammel ræv som opfostrer ham. Men en dag får jægeren også ram på Vuks nye ven, og Vuk vil tage hævn mod jægeren.